# Chajtarma (taniec)
Chajtarma – tradycyjny krymsko-tatarski taniec ludowy. Nazwa tańca oznacza "powrót" i choreografia tańca oparta jest wokół tego motywu. Taniec tańczony zarówno w parach jak i zespołowo.